# Babyrousa
Babyrousa es un género de mamíferos artiodáctilos de la familia Suidae. Son endémicos de las Célebes y probablemente introducidas en las Molucas.

## Especies
Se reconocen las siguientes:
- Babyrousa babyrussa
- Babyrousa bolabatuensis †
- Babyrousa celebensis
- Babyrousa togeanensis